# Pelikanblut
Pelikanblut (internationaler Titel: Pelican Blood) ist ein Drama-Horrorfilm von Katrin Gebbe aus dem Jahr 2019. Die deutsch-bulgarische Koproduktion ist der zweite Kinofilm der Regisseurin und erzählt von einer alleinerziehenden Mutter, gespielt von Nina Hoss, die bereit ist, Grenzen zu sprengen, um ihre Adoptivtochter zu retten.
Der Film wurde am 28. August 2019 im Rahmen der 76. Internationalen Filmfestspiele von Venedig uraufgeführt, wo er die Nebensektion Orizzonti eröffnete. Der Film kam nach weiteren Aufführungen auf Festivals am 24. September 2020 in deutsche Kinos. 

## Handlung
Eine alleinstehende Pferdetrainerin adoptiert ein zweites Mädchen aus einem Heim in Bulgarien, nachdem sie mit der ersten Adoption gute Erfahrungen gemacht hat. Das zweite Mädchen zeigt jedoch schon bald schwere psychische Auffälligkeiten und unkontrollierte Aggressionen. Ein Psychiater stellt in Kooperation mit einer Universitätsklinik bei dem Kind deutliche Gehirnveränderungen im Bereich der Amygdala fest und rät, das Mädchen in eine professionelle Betreuungseinrichtung zu geben, da eine normale psychische und soziale Entwicklung nicht zu erwarten ist: Sie scheint weder Empathie noch Angst zu spüren. Die Adoptivmutter meint jedoch, es allein schaffen zu können und versucht mit esoterischen Methoden, eine Besserung herbei zu führen. Sie hat damit aber keinen Erfolg, sondern isoliert sich dadurch immer mehr von ihrem sozialen Umfeld, verärgert die Polizei, die Pferde auf dem Hof der Mutter trainiert, und vernachlässigt auch ihre ältere Adoptivtochter. Schließlich gibt die Jüngere ihre Mordlust an ihrer Mutter und ihrer Schwester offen zu; zuvor hat sie einen Cutter gestohlen, mit dem sie der Schwester die Haut abziehen wollte. 
Mit Hilfe einer Schamanin versucht die verzweifelte Mutter schließlich, durch ein exorzistisches Ritual den bösen Geist auszutreiben, der ihre jüngere Tochter befallen zu haben scheint.

## Hintergrund
Laut Regisseurin Katrin Gebbe, die auch das Drehbuch verfasste, erforscht Pelikanblut die „Albtraumvision der Elternschaft“. Der Titel nimmt Bezug auf Pelikane als häufig verwendetes Motiv der christlichen Ikonographie. So öffnet sich dieses Tier nach dem frühchristlichen Tierkompendium Physiologus mit dem Schnabel die eigene Brust. Das auf die toten Jungen tropfende Blut holt sie so wieder ins Leben zurück. Allegorisch wurde dies in Bezug zum Opfertod Jesu Christi gesetzt. Für Gebbe handelt es sich um eine Metapher für aufopfernde Liebe und Glauben. Wiebke, die Hauptfigur des Films, kappe auch ihren eigenen Opferweg, um ihr emotional „totes“ Kind zu heilen, so die Regisseurin.
Bei Pelikanblut handelt es sich um eine Produktion des Südwestrundfunks gemeinsam mit Verena Gräfe-Höft (Junafilm) und Mila Voinikova (Miramar Film). Der Film wurde von der Filmförderung Hamburg Schleswig-Holstein mit 550.000 Euro unterstützt, zudem vom BKM, Deutschen Filmförderfonds und Eurimages.
Die Dreharbeiten fanden vom 13. August 2018 bis 8. Januar 2019 in Bulgarien statt, wobei der Hauptdreh bis Mitte Oktober angesetzt war. Wie schon bei ihrem Kinodebüt Tore tanzt (2013) arbeitete Gebbe mit dem Kameramann Moritz Schultheiß und der Editorin Heike Gnida zusammen.

## Rezeption
Zur Eröffnung des Filmfestivals von Venedig sah Andreas Borcholte (Spiegel Online) einen „zunächst etwas hölzernen Heimatwestern“, der mit „viel Gefühl für Atmosphäre und Suspense [...] in einen Horrorfilm“ kippe. Der Kritiker lobte sehr die Darstellerleistungen von Nina Hoss und Katerina Lipovska und fragte sich, warum es Katrin Gebbes Film nicht in den Wettbewerb um den Goldenen Löwen geschafft hat. Wie schon bei ihrem Debütfilm Tore tanzt gehe es auch bei Pelikanblut „um eine Figur mit einem ausgeprägten Weltverbesserungs-, bzw. Märtyrerkomplex“, stellte Borcholte fest.
Zum selben Schluss wie Borcholte, dass Pelikanblut in den Wettbewerb gehört hätte, kam Andreas Busche (Der Tagesspiegel), der den Film als „atmosphärisch beklemmenden Mysteryhorrorfilm“ beschrieb. Auch er lobte Kinddarstellerin Lipovska für ihre „wahrlich diabolische“ Schauspielleistung als Raya. Selbst eine Woche später wirke Gebbes Film, laut Busche, „atmosphärisch noch immer nach“.
Dietmar Dath (Frankfurter Allgemeine Zeitung) sah einen „teils etwas holprigen, aber starken Film“ und lobte ebenfalls das ambivalente Spiel von Hoss, Lipovska sowie Adelia-Constance Giovanni Ocleppo. Pelikanblut habe „ein paar kleine Konstruktionsbeulen, Emotionsdellen und Handlungsrisse“. Als „ziemlich störend“ und „aufdringlich“ empfand Dath die im Film auftauchenden Themen „Hirnstoffwechsel und Entwicklungspsychologie“, dennoch würde Gebbes Werk „deutlich über dem Niveau liegen, auf dem nicht nur in Deutschland über Schmerz, Schuld und Selbstaufopferung dauernd irgendwelche Filme gedreht werden“.
Kritischer rezensierte Tim Caspar Boehme (die tageszeitung) den Film, in dem sich Gebbe „recht unentschlossen“ zwischen Familiendynamik und schleichendem Schrecken bewege. Zwar sah er besonders Lipovskas Darstellung der Raya als „beeindruckend“ an, dennoch gehe „der verschleppten Entwicklung [...] mehr und mehr die Luft aus, bis nicht mehr viel“ bliebe.

## Auszeichnungen
Im Rahmen seiner Uraufführung in der Sektion Orizzonti der Internationalen Filmfestspiele von Venedig ist Pelikanblut für den Venice Horizon Award nominiert. Auf dem Bucheon International Fantastic Film Festival wurde Pelikanblut der Hauptpreis als bester Film verliehen.
Katrin Gebbes Regiearbeit wird im Rahmen des Filmfests Hamburg in der Sektion Große Freiheit gezeigt, wo Pelikanblut für den Hamburger Produzentenpreis für deutsche Kinoproduktionen nominiert ist. Dort wird Hauptdarstellerin Nina Hoss außerdem mit dem Douglas-Sirk-Preis ausgezeichnet.